# Darcy Marquardt
Darcy Marquardt (Vancouver, 22 de marzo de 1979) es una deportista canadiense que compitió en remo.
Participó en tres Juegos Olímpicos de Verano, obteniendo una medalla de plata en Londres 2012, en la prueba de ocho con timonel, el cuarto lugar en Atenas 2004 (dos sin timonel) y el cuarto en Pekín 2008 (ocho con timonel).
Ganó cinco medallas en el Campeonato Mundial de Remo entre los años 2002 y 2011.

## Palmarés internacional
| Juegos Olímpicos   | Juegos Olímpicos          | Juegos Olímpicos  | Juegos Olímpicos   |
| Año                | Lugar                     | Medalla           | Prueba             |
| ------------------ | ------------------------- | ----------------- | ------------------ |
| 2012               | Londres (Reino Unido)     | Medalla de plata  | Ocho con timonel   |
| Campeonato Mundial |                           |                   |                    |
| Año                | Lugar                     | Medalla           | Prueba             |
| 2002               | Sevilla (España)          | Medalla de plata  | Cuatro sin timonel |
| 2003               | Milán (Italia)            | Medalla de bronce | Ocho con timonel   |
| 2006               | Eton (Reino Unido)        | Medalla de oro    | Dos sin timonel    |
| 2010               | Cambridge (Nueva Zelanda) | Medalla de plata  | Ocho con timonel   |
| 2011               | Bled (Eslovenia)          | Medalla de plata  | Ocho con timonel   |